# Olympische Winterspiele 2018/Teilnehmer (Lettland)
| Gelbes Symbol für Goldmedaillen mit stilisierten Olympischen Ringen | Graues Symbol für Silbermedaillen mit stilisierten Olympischen Ringen | Braundes Symbol für Bronzemedaillen mit stilisierten Olympischen Ringen |
| ------------------------------------------------------------------- | --------------------------------------------------------------------- | ----------------------------------------------------------------------- |
| —                                                                   | —                                                                     | 1                                                                       |

Lettland nahm an den Olympischen Winterspielen 2018 mit 34 Athleten in neun Disziplinen teil, davon 25 Männer und 9 Frauen. Fahnenträger bei der Eröffnungsfeier war der Bobfahrer Daumants Dreiškens. Oskars Melbārdis und Jānis Strenga gewannen mit Bronze im Zweierbob die einzige Medaille für Lettland bei den Spielen.

## Teilnehmer nach Sportarten

### Biathlon
| Athleten             | Wettbewerbe        | Zeit        | Fehler      | Rang |
| -------------------- | ------------------ | ----------- | ----------- | ---- |
| Frauen               |                    |             |             |      |
| Baiba Bendika        | 7,5 km Sprint      | 23:14,6 min | 4 (3+1)     | 39   |
| Baiba Bendika        | 10 km Verfolgung   | 33:59,4 min | 3 (1+0+2+0) | 33   |
| Baiba Bendika        | 15 km Einzel       | 45:32,8 min | 4 (0+1+1+2) | 39   |
| Männer               |                    |             |             |      |
| Oskars Muižnieks     | 10 km Sprint       | 25:56,3 min | 2 (1+1)     | 66   |
| Oskars Muižnieks     | 20 km Einzel       | 52:06,0 min | 3 (0+2+0+1) | 42   |
| Andrejs Rastorgujevs | 10 km Sprint       | 24:34,4 min | 3 (1+2)     | 24   |
| Andrejs Rastorgujevs | 12,5 km Verfolgung | 34:29,3 min | 4 (1+0+1+2) | 12   |
| Andrejs Rastorgujevs | 15 km Massenstart  | 38:47,4 min | 3 (0+1+0+2) | 28   |
| Andrejs Rastorgujevs | 20 km Einzel       | 53:41,8 min | 6 (1+1+3+1) | 59   |

### Bob
| Athleten                                                         | Wettbewerb | Lauf 1  | Lauf 1 | Lauf 2  | Lauf 2 | Lauf 3  | Lauf 3 | Lauf 4  | Lauf 4 | Gesamt      | Gesamt |
| Athleten                                                         | Wettbewerb | Zeit    | Rang   | Zeit    | Rang   | Zeit    | Rang   | Zeit    | Rang   | Zeit        | Rang   |
| ---------------------------------------------------------------- | ---------- | ------- | ------ | ------- | ------ | ------- | ------ | ------- | ------ | ----------- | ------ |
| Männer                                                           |            |         |        |         |        |         |        |         |        |             |        |
| Oskars Melbārdis Jānis Strenga                                   | Zweierbob  | 49,08 s | 1      | 49,54 s | 10     | 49,08 s | 2      | 49,21 s | 1      | 3:16,91 min | Bronze |
| Oskars Ķibermanis Matīss Miknis                                  | Zweierbob  | 49,21 s | 4      | 49,57 s | 12     | 49,32 s | 6      | 49,70 s | 14     | 3:17,80 min | 9      |
| Oskars Melbārdis Jānis Strenga Arvis Vilkaste Daumants Dreiškens | Viererbob  | 48,82 s | 4      | 49,39 s | 12     | 48,91 s | 5      | 49,53 s | 2      | 3:16,65 min | 5      |
| Oskars Ķibermanis Helvijs Lūsis Jānis Jansons Matīss Miknis      | Viererbob  | 49,18 s | 15     | 49,26 s | 7      | 49,34 s | 11     | 49,63 s | 9      | 3:17,41 min | 10     |

### Eiskunstlauf
| Athleten         | Wettbewerbe | Kurzprogramm/-tanz | Kurzprogramm/-tanz | Kür/Kürtanz        | Kür/Kürtanz        | Total  | Total |
| Athleten         | Wettbewerbe | Punkte             | Rang               | Punkte             | Rang               | Punkte | Rang  |
| ---------------- | ----------- | ------------------ | ------------------ | ------------------ | ------------------ | ------ | ----- |
| Frauen           |             |                    |                    |                    |                    |        |       |
| Diāna Ņikitina   | Einzel      | 51,12              | 26                 | Kür nicht erreicht | Kür nicht erreicht | 51,12  | 26    |
| Männer           |             |                    |                    |                    |                    |        |       |
| Deniss Vasiļjevs | Einzel      | 79,52              | 21                 | 155,06             | 20                 | 234,58 | 19    |

### Eisschnelllauf
| Athleten       | Wettbewerbe | Zeit        | Gesamt |
| -------------- | ----------- | ----------- | ------ |
| Männer         |             |             |        |
| Haralds Silovs | 1000 m      | 1:09,50 min | 15     |
| Haralds Silovs | 1500 m      | 1:45,25 min | 4      |

| Athleten       | Wettbewerbe | Halbfinale | Halbfinale | Finale        | Finale        | Rang |
| Athleten       | Wettbewerbe | Punkte     | Rang       | Punkte        | Rang          | Rang |
| -------------- | ----------- | ---------- | ---------- | ------------- | ------------- | ---- |
| Männer         |             |            |            |               |               |      |
| Haralds Silovs | Massenstart | 3          | 9          | ausgeschieden | ausgeschieden | 17   |

### Rennrodeln
| Athlet                                              | Wettbewerb   | Lauf 1       | Lauf 1 | Lauf 2   | Lauf 2 | Lauf 3   | Lauf 3 | Lauf 4        | Lauf 4        | Gesamt        | Gesamt |
| Athlet                                              | Wettbewerb   | Zeit         | Rang   | Zeit     | Rang   | Zeit     | Rang   | Zeit          | Rang          | Zeit          | Rang   |
| --------------------------------------------------- | ------------ | ------------ | ------ | -------- | ------ | -------- | ------ | ------------- | ------------- | ------------- | ------ |
| Frauen                                              |              |              |        |          |        |          |        |               |               |               |        |
| Kendija Aparjode                                    | Einsitzer    | 48,103 s     | 27     | 46,927 s | 21     | 47,296 s | 21     | ausgeschieden | ausgeschieden | 2:22,326 min  | 22     |
| Elīza Cauce                                         | Einsitzer    | 47,458 s     | 25     | 46,477 s | 10     | 46,624 s | 10     | 47,092 s      | 16            | 3:07,651 min  | 16     |
| Ulla Zirne                                          | Einsitzer    | 46,471 s     | 9      | 46,409 s | 7      | 47,327 s | 22     | 46,895 s      | 14            | 3:07,102 min  | 12     |
| Männer                                              |              |              |        |          |        |          |        |               |               |               |        |
| Kristers Aparjods                                   | Einsitzer    | 47,822 s     | 6      | 47,834 s | 6      | 47,858 s | 13     | 47,942 s      | 17            | 3:11,456 min  | 11     |
| Artūrs Dārznieks                                    | Einsitzer    | 48,305 s     | 22     | 48,671 s | 29     | 48,602 s | 28     | ausgeschieden | ausgeschieden | ausgeschieden | 24     |
| Inārs Kivlenieks                                    | Einsitzer    | 48,274 s     | 21     | 48,370 s | 22     | 48,066 s | 20     | 48,112 s      | 20            | 3:12,822 min  | 20     |
| Andris Šics Juris Šics                              | Doppelsitzer | 46,336 s     | 9      | 46,106 s | 4      | −        | −      | −             | −             | 1:32,442 min  | 6      |
| Oskars Gudramovičs Pēteris Kalniņš                  | Doppelsitzer | 46,890 s     | 17     | 46,317 s | 9      | −        | −      | −             | −             | 1:33,207 min  | 14     |
| Mixed                                               |              |              |        |          |        |          |        |               |               |               |        |
| Ulla Zirne Kristers Aparjods Andris Šics Juris Šics | Teamstaffel  | 2:25,315 min | 6      | –        | –      | –        | –      | –             | –             | 2:25,315 min  | 6      |

### Shorttrack
| Athlet            | Wettbewerb | Vorlauf      | Vorlauf | Viertelfinale | Viertelfinale | Halbfinale    | Halbfinale    | Finale A/B    | Finale A/B    | Rang |
| Athlet            | Wettbewerb | Zeit         | Rang    | Zeit          | Rang          | Zeit          | Rang          | Zeit          | Rang          | Rang |
| ----------------- | ---------- | ------------ | ------- | ------------- | ------------- | ------------- | ------------- | ------------- | ------------- | ---- |
| Männer            |            |              |         |               |               |               |               |               |               |      |
| Roberto Puķītis   | 1000 m     | 1:31,635 min | 2       | 1:24,022 min  | 3             | ausgeschieden | ausgeschieden | ausgeschieden | ausgeschieden | 11   |
| Roberto Puķītis   | 1500 m     | 2:18,825 min | 2       | −             | −             | 2:11,165 min  | 4             | 2:26,525 min  | 4             | 11   |
| Roberts Zvejnieks | 500 m      | 40,563 s     | 2       | 40,904 s      | 3             | ausgeschieden | ausgeschieden | ausgeschieden | ausgeschieden | 10   |
| Roberts Zvejnieks | 1000 m     | 1:26,408 min | 3       | 1:24,306 min  | 4             | ausgeschieden | ausgeschieden | ausgeschieden | ausgeschieden | 15   |

### Skeleton
| Athlet           | Lauf 1  | Lauf 1 | Lauf 2  | Lauf 2 | Lauf 3  | Lauf 3 | Lauf 4  | Lauf 4 | Gesamt      | Gesamt |
| Athlet           | Zeit    | Rang   | Zeit    | Rang   | Zeit    | Rang   | Zeit    | Rang   | Zeit        | Rang   |
| ---------------- | ------- | ------ | ------- | ------ | ------- | ------ | ------- | ------ | ----------- | ------ |
| Frauen           |         |        |         |        |         |        |         |        |             |        |
| Lelde Priedulēna | 52,14 s | 7      | 52,17 s | 5      | 52,09 s | 9      | 52,09 s | 9      | 3:28,49 min | 7      |
| Männer           |         |        |         |        |         |        |         |        |             |        |
| Martins Dukurs   | 50,85 s | 5      | 50,38 s | 2      | 50,32 s | 2      | 50,76 s | 5      | 3:22,31 min | 4      |
| Tomass Dukurs    | 50,88 s | 7      | 50,58 s | 5      | 50,65 s | 6      | 50,63 s | 4      | 3:22,74 min | 5      |

### Ski Alpin
| Athleten           | Wettbewerbe  | 1. Lauf     | 2. Lauf     | Gesamt      | Gesamt |
| Athleten           | Wettbewerbe  | Zeit        | Zeit        | Zeit        | Rang   |
| ------------------ | ------------ | ----------- | ----------- | ----------- | ------ |
| Frauen             |              |             |             |             |        |
| Lelde Gasūna       | Riesenslalom | 1:18,65 min | 1:15,30 min | 2:33,95 min | 43     |
| Lelde Gasūna       | Slalom       | 54,50 s     | 54,81 s     | 1:49,31 min | 37     |
| Männer             |              |             |             |             |        |
| Kristaps Zvejnieks | Riesenslalom | 1:13,81 min | 1:14,46 min | 2:28,27 min | 35     |
| Kristaps Zvejnieks | Kombination  | 1:23,02 min | 48,74 s     | 2:11,76 min | 26     |

### Skilanglauf
| Athleten         | Wettbewerbe     | Qualifikation | Qualifikation | Viertelfinale | Viertelfinale | Halbfinale    | Halbfinale    | Finale        | Finale        | Rang |
| Athleten         | Wettbewerbe     | Zeit          | Rang          | Zeit          | Rang          | Zeit          | Rang          | Zeit          | Rang          | Rang |
| ---------------- | --------------- | ------------- | ------------- | ------------- | ------------- | ------------- | ------------- | ------------- | ------------- | ---- |
| Frauen           |                 |               |               |               |               |               |               |               |               |      |
| Patrīcija Eiduka | Sprint          | 3:49,70 min   | 62            | ausgeschieden | ausgeschieden | ausgeschieden | ausgeschieden | ausgeschieden | ausgeschieden | 62   |
| Patrīcija Eiduka | 10 km Freistil  | −             | −             | −             | −             | −             | −             | 28:13,6 min   | 44            | 44   |
| Inga Paškovska   | 10 km Freistil  | −             | −             | −             | −             | −             | −             | 31:34,9 min   | 80            | 80   |
| Männer           |                 |               |               |               |               |               |               |               |               |      |
| Indulis Bikše    | Sprint          | 3:30,53 min   | 63            | ausgeschieden | ausgeschieden | ausgeschieden | ausgeschieden | ausgeschieden | ausgeschieden | 63   |
| Indulis Bikše    | 15 km Freistil  | −             | −             | −             | −             | −             | −             | 37:44,7 min   | 65            | 65   |
| Indulis Bikše    | 50 km klassisch | −             | −             | −             | −             | −             | −             | 2:31:07,5 h   | 57            | 57   |